# Abbou Lakhal
Abbou Lakhal (franska: Abbou Lakhal (CR), Abbou Lakhal (Commune Rurale), arabiska: تالسينت) är en kommun i Marocko.   Den ligger i provinsen Figuig och regionen Oriental, i den östra delen av landet, 500 km öster om huvudstaden Rabat. Antalet invånare är 1 497.